# Aeroportul Internațional U-Tapao
Aeroportul Internațional U-Tapao (IATA: UTP, ICAO: VTBU) este un aeroport din Phla⁠(d), Districtul Ban Chang, Provincia Rayong, Thailanda ce deservește zona Chonburi. Aeroportul a fost tranzitat în 2018 de 1.860.786 de pasageri. A fost deschis în 1965.
Situat la o altitudine de 13 m, aeroportul dispune de 1 pistă.

## Infrastructură

### Piste
Aeroportul dispune de o singură pistă. Pista 18/36 are suprafața de asfalt și dimensiunile 3.505 m × 60 m. 